# Tapura Huiraatira
Tapura Huiraatira es un partido político en la Polinesia Francesa. Fue fundado el 20 de febrero de 2016. Está presidido por Édouard Fritch, presidente de la Polinesia Francesa. En su primer congreso, 38 alcaldes polinesios se encontraban entre los asistentes.
Defienden mantener la autonomía política dentro de la República Francesa y seguir creciendo esa relación al mismo tiempo que fortalecen los lazos con Oceanía, dada su posición geográfica.

## Resultados electorales

### Elecciones parlamentarias de la Polinesia Francesa
| Año  | 1ª vuelta | 1ª vuelta | 2ª vuelta | 2ª vuelta | Escaños | Gobierno            |
| Año  | Votos     | %         | Votos     | %         | Escaños | Gobierno            |
| ---- | --------- | --------- | --------- | --------- | ------- | ------------------- |
| 2018 | 53.790    | 43,04     | 66.725    | 48,18     | 38/57   | Gobierno en mayoría |